# T-28啄木鳥教練機
T-28啄木鳥教練機（英語：North American Aviation T-28 Trojan）是由北美航空製造的星型引擎軍用教練機，自1950年代起由美國空軍與美國海軍使用。除了作為訓練機外，T-28亦成功被用作反游擊戰機，特別是在越南戰爭期間。至今仍有部分T-28在民間作為特技飛行與軍機表演之用。

## 設計與發展
1949年9月24日，原型機XT-28（公司代號為NA-159）首次試飛，旨在取代T-6教練機。T-28A於1950年6月中旬抵達佛羅里達州的艾格林空軍基地進行測試，評估其在轉換、儀表飛行與射擊訓練上的適用性。經測試證明合格後，政府簽訂生產合約，並在1950年至1957年間共生產1,948架。
在T-28退役後，部分機體被漢彌爾頓飛機公司（Hamilton Aircraft）重新改裝為兩種版本，統稱為Nomair。首批改裝型稱為T-28R-1，類似於原型T-28，供應給巴西海軍。後續版本T-28R-2則是更徹底的改裝，將雙座機變為五座艙室型通用飛機。另有其他民間改裝型號，如PacAero的Nomad Mark I與Nomad Mark II。

## 服役歷史

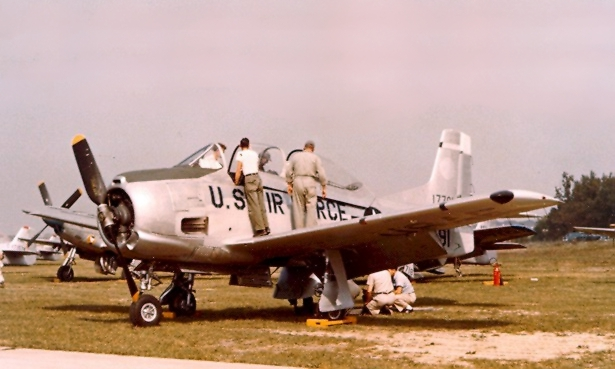
1957年西維吉尼亞空軍國民兵的T-28A

T-28最初由美國空軍作為初級教練機採用，之後美國海軍與美國海軍陸戰隊也相繼採用。空軍於1960年代初淘汰T-28作為初級訓練用途，僅於特種作戰與外軍訓練中繼續有限使用；而海軍與其附屬單位則一直使用至1980年代初期。
美國海軍在佛羅里達州惠廷堡海軍航空站（NAS Whiting Field）部署了最多的T-28，專門訓練海軍飛行學生。T-28最終被T-34C渦輪螺旋槳教練機取代。最後一個使用T-28的海軍訓練中隊是駐德州科珀斯克里斯蒂海軍航空站的VT-27中隊，該單位於1984年初完成最後一次T-28訓練飛行。編號137796的最後一架T-28於1984年3月14日轉交華盛頓海軍支援設施永久展示。

### 越戰期間作戰使用

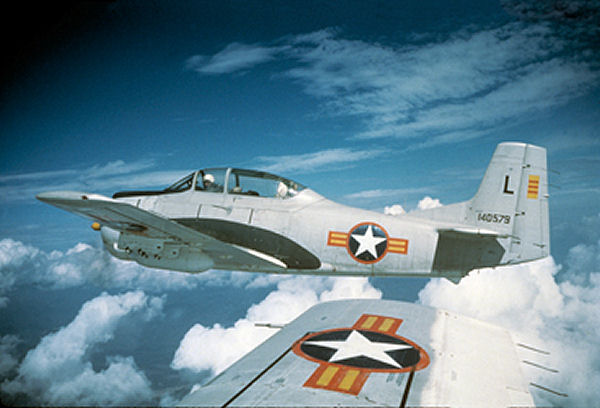
越南南方共和國空軍的T-28C飛越越南

1963年，寮國皇家空軍一架T-28由泰籍中尉Chert Saibory駕駛叛逃至北越。飛機隨即被接收並改裝為越南人民空軍首架戰鬥機，飛行員Nguyễn Văn Ba在1964年2月15日以該機擊落一架南越空軍的C-123運輸機，成為越南人民空軍首度空戰勝利。此單位後來演變為現今的越南航空。
T-28亦供應給南越空軍，參與支援南越地面部隊作戰，並廣泛用於老撾內戰中。1962年8月28日，一架美國空軍與南越空軍聯合操作的T-28在越南遭地面火力擊落，為越戰中首架非運輸機美軍飛機損失。美軍在整場越戰中共損失23架T-28，最後兩架於1968年失事。

### 其他作戰用途
1960年代，中央情報局曾於比屬剛果使用T-28。
T-28B與T-28D型曾為柬埔寨空軍的主力攻擊機，由空中美國維護。1971年1月21日夜間，北越軍破壞了波成東空軍基地的大部分機隊，但很快補充新機。1973年3月17日，一名柬埔寨T-28飛行員（據稱為Capt. So Petra）轟炸龍諾官邸，造成至少20死35傷，隨後叛逃至赤柬控制區。
法國空軍亦於阿爾及利亞戰爭中使用當地改裝之T-28S Fennec型作近距支援用途。
尼加拉瓜於1960年代初以T-28取代原有瑞典P-51戰機，並於1970至80年代再度增購。
菲律賓政府在1989年菲律賓政變未遂事件中亦有動用T-28（當地俗稱「Tora-tora」），反叛軍曾將其作為俯衝轟炸機使用。

### 民間用途
AeroVironment曾為南達科他礦業與技術學院改裝一架T-28A，作為國家科學基金會資助的氣象研究機，服役期自1969年至2005年。  原計畫以A-10雷霆二式攻擊機替代，但因改裝成本與風險過高，於2018年取消。
MicroProse公司於1988年購得一架T-28B作為推廣其飛行模擬遊戲之用，命名為「Miss MicroProse」。公司創辦人、美國空軍後備役飛行員比爾·史提利（Bill Stealey）曾以此機帶遊戲記者飛行，並舉辦「我與比爾少校共飛」活動。該機後出售予辛辛那提一所飛行學校。

### 特技飛行與老式軍機展示
許多退役的 T-28 隨後被出售給私人民用業者，並因其合理的操作成本，如今經常作為老式軍機飛行或展示。

## 衍生型

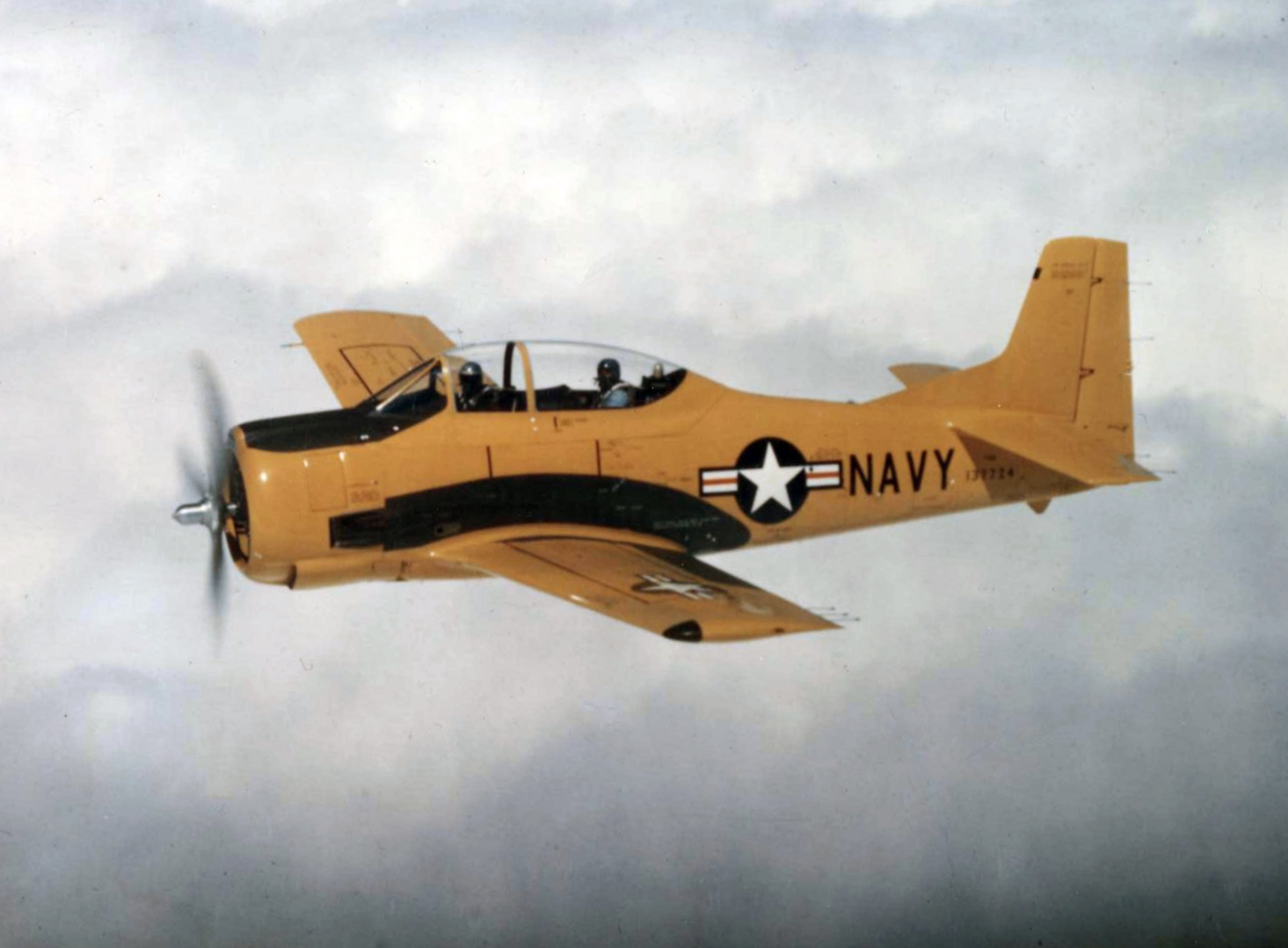
1954 年，美國海軍早期生產的 T-28B

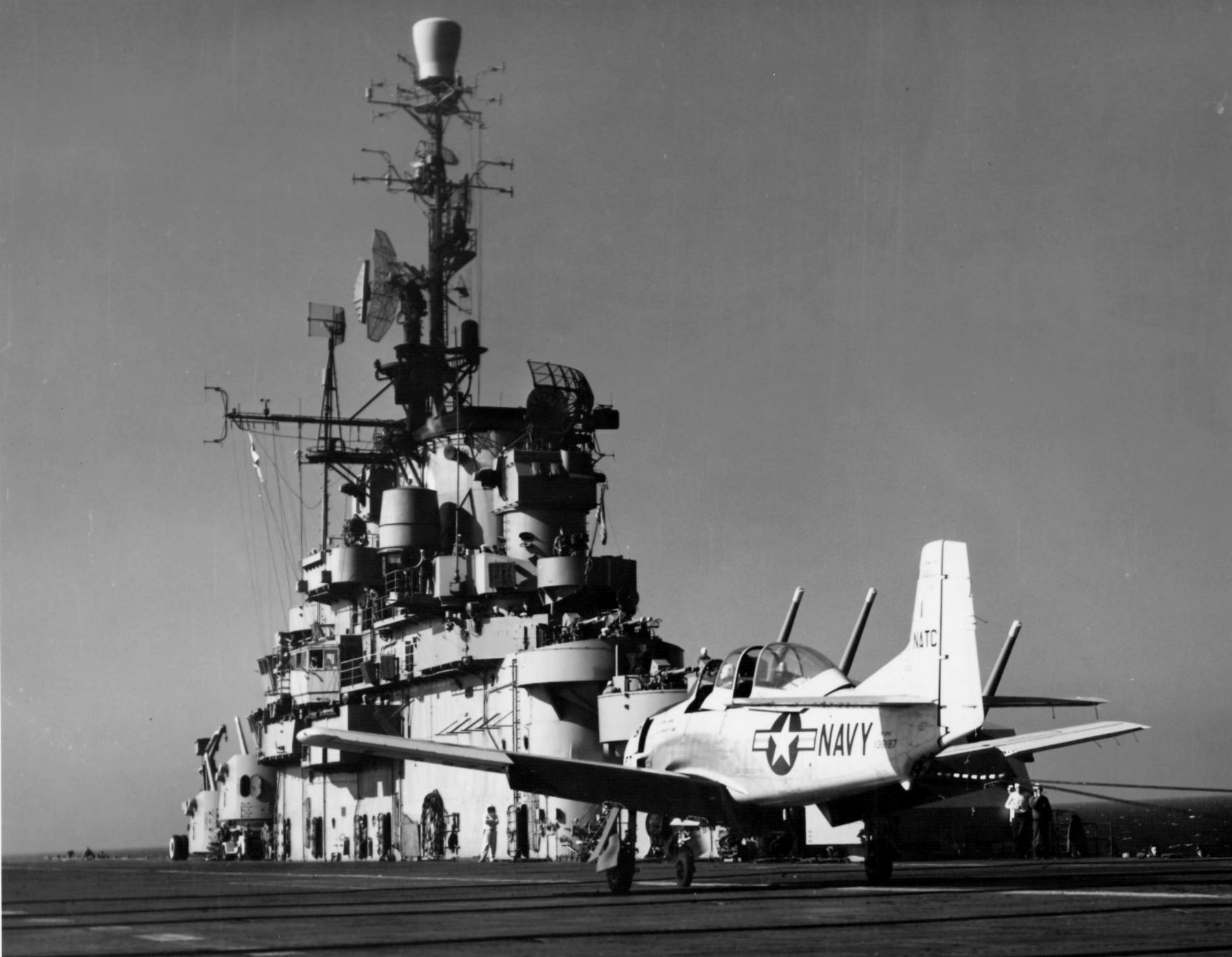
1955 年，裝有尾鉤的 T-28C 在上著艦後

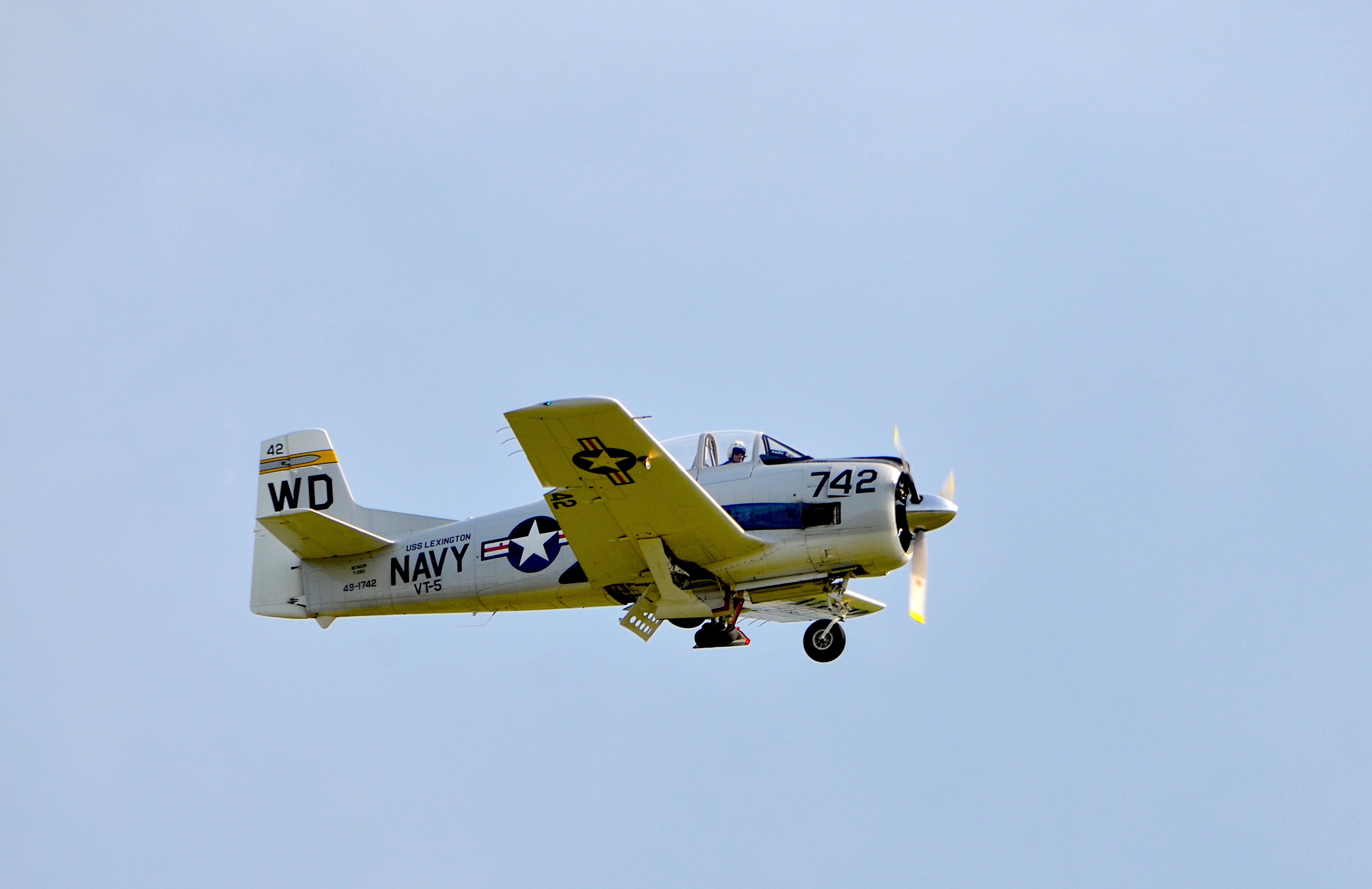
攝於 2017 年，Degerfeld飛行場的 T-28D

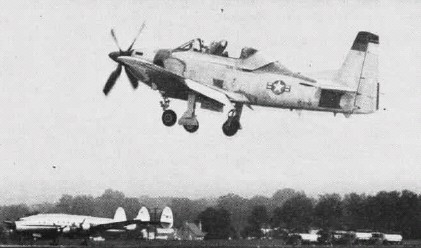
1964 年，渦輪螺旋槳動力的 YAT-28E

XT-28
原型機；建造兩架。
T-28A
美國空軍版本，搭載一具輸出功率為800 hp（597 kW）的萊特R-1300引擎-1星型引擎，驅動兩葉螺旋槳；共製造 1,194 架。
T-28B
美國海軍陸基教練機型，搭載輸出功率為1,425 hp（1,063 kW）的萊特R-1820引擎-86星型引擎，配備三葉螺旋槳與機腹安裝的空氣煞車；489 架為新造，另有 17 架由 T-28 改裝。
T-28C
美國海軍版本，由 T-28B 改裝而成，裝有縮短的螺旋槳葉片與尾鉤，用於艦載起降訓練；共建造 299 架。
T-28D「遊牧民」（Nomad）
1962 年由 T-28B 改裝，供美國空軍於越戰中執行反叛亂作戰、偵察、搜索與救援及前進空中管制官等任務。加裝兩個翼下掛載點。後期型號 T-28D-5 將彈藥槽設於機翼內，可連接至翼下機槍吊艙以改善重心與空氣動力；由 Pacific Airmotive（Pac-Aero）改裝 321 架。
T-28 Nomad Mark I：使用R-1820-56S 引擎（1,300 hp（969 kW））。
T-28 Nomad Mark II：使用 R-1820-76A 引擎（1,425 hp（1,063 kW））
T-28 Nomad Mark III：使用 R-1820-80 引擎（1,535 hp（1,145 kW））
費爾柴德 AT-28D（Fairchild AT-28D）
T-28D 的攻擊機版本，供美國空軍及東南亞盟國空軍執行近接空中支援任務，飛行員間暱稱其為「Tango」；配備六個翼下掛載點及火箭驅動的 Stanley Yankee彈射椅；由費爾柴德希勒公司改裝 72 架。
YAT-28E
T-28D 的實驗型反叛亂機，裝配2,445 hp（1,823 kW）的Lycoming YT-55L-9渦輪螺旋槳引擎，武裝為兩挺12.7 mm（0.50英寸）機槍與最多6,000磅（2,700）的武器，配置於 12 個翼下掛載點。由 T-28A 改裝三架原型機，首架於 1963 年 2 月 15 日首飛，計畫於 1965 年取消。
T-28S「沙漠狐」（Fennec）
1959 年法國空軍自美軍購入的 T-28A，由Sud-Aviation改裝以取代莫拉納-索尼耶MS.733A。配備電動滑蓋座艙蓋、側向裝甲及輸出功率為1,200 hp（895 kW）的B-17轟炸機同款萊特R-1820引擎-97型超級增壓引擎，並具四個翼下掛載點。名稱中「S」代表裝有機械增壓器，有時亦稱作 T-28F，意指「France」。
執行火力支援任務時，通常配備兩具雙聯裝12.7 mm（0.50英寸）機槍莢艙（每槍 100 發）與兩具 MATRA「122型」6 聯裝68 mm（2.7英寸）火箭莢艙。 亦可依對應掛架搭載120（260磅）高爆彈或破片彈、MATRA「361型」36聯裝37 mm（1.5英寸）火箭、SNEB 7 聯裝55 mm（2.2英寸）火箭、以及 MATRA「13型」單軌、「20型」、「21型」雙軌、「41型」四軌、「61型」、「63型」六軌 SERAM T10 重型火箭發射器。 亦會即興製作燃燒彈（稱作「bidons spéciaux」，即「特製油桶」），方法為投擲充滿濃膠燃料的油箱，並以白磷火箭引燃。 總計自 Pacific Airmotive 購入並由 Sud-Aviation 改裝 148 架，戰後於 1964–1967 年間對外銷售。 多數售予摩洛哥與阿根廷，阿根廷隨後轉售部分機體予烏拉圭與宏都拉斯。
T-28P
由法國 T-28S「沙漠狐」改裝而成的艦載攻擊機，供阿根廷海軍使用。該型配備縮短的螺旋槳葉片與尾勾，以進行航艦起降訓練。
T-28R Nomair
由亞利桑那州圖森市的漢彌爾頓飛機公司嘗試將退役的美國空軍 T-28A 改裝為具備「Nomad III」性能的民用版。裝配 Wright R-1820-80 發動機以提升速度與馬力，並將機翼展長七呎以將失速速度降低至美國聯邦航空管理局標準規範下的 70節。原型機於1960年9月首飛，並於1962年2月15日取得美國聯邦航空總署型號認證。當時為全美速度最快的單引擎標準類別飛機，曾飛抵38,700英尺（11,800米）高度。
T-28R-1「Nomair I」
軍用教練機版本，具備前後串列雙座駕駛艙、雙重儀表與飛行操控系統，以及液壓操作的後滑式座艙蓋。1962年共售出六架給巴西海軍作為艦載降落訓練機，之後轉移至巴西空軍。
T-28R-2「Nomair II」
改裝為五人座艙（前一、後排各兩人），由機身左舷開口登機。共改裝十架，其中一架售予高空航拍公司。
RT-28
為寮國皇家空軍改裝的偵察機型，用於反游擊作戰之偵察任務。改裝數量不明。
中興號教練機
由中華民國的漢翔航空工業公司在T-28基礎上研製的衍生型，配備一具1,082 kW（1,451 hp）渦輪螺旋槳發動機Avco Lycoming T53-L-701。該型於1976年3月至1981年間量產50架，供中華民國空軍使用，目前已退役。
B.F.13
泰國皇家軍隊對 T-28D 的制式命名。
B.JF.13
泰國對 AT-28D 的軍用命名。

## 使用國家
阿根廷
- 阿根廷空軍：操作34架 T-28A。[34]

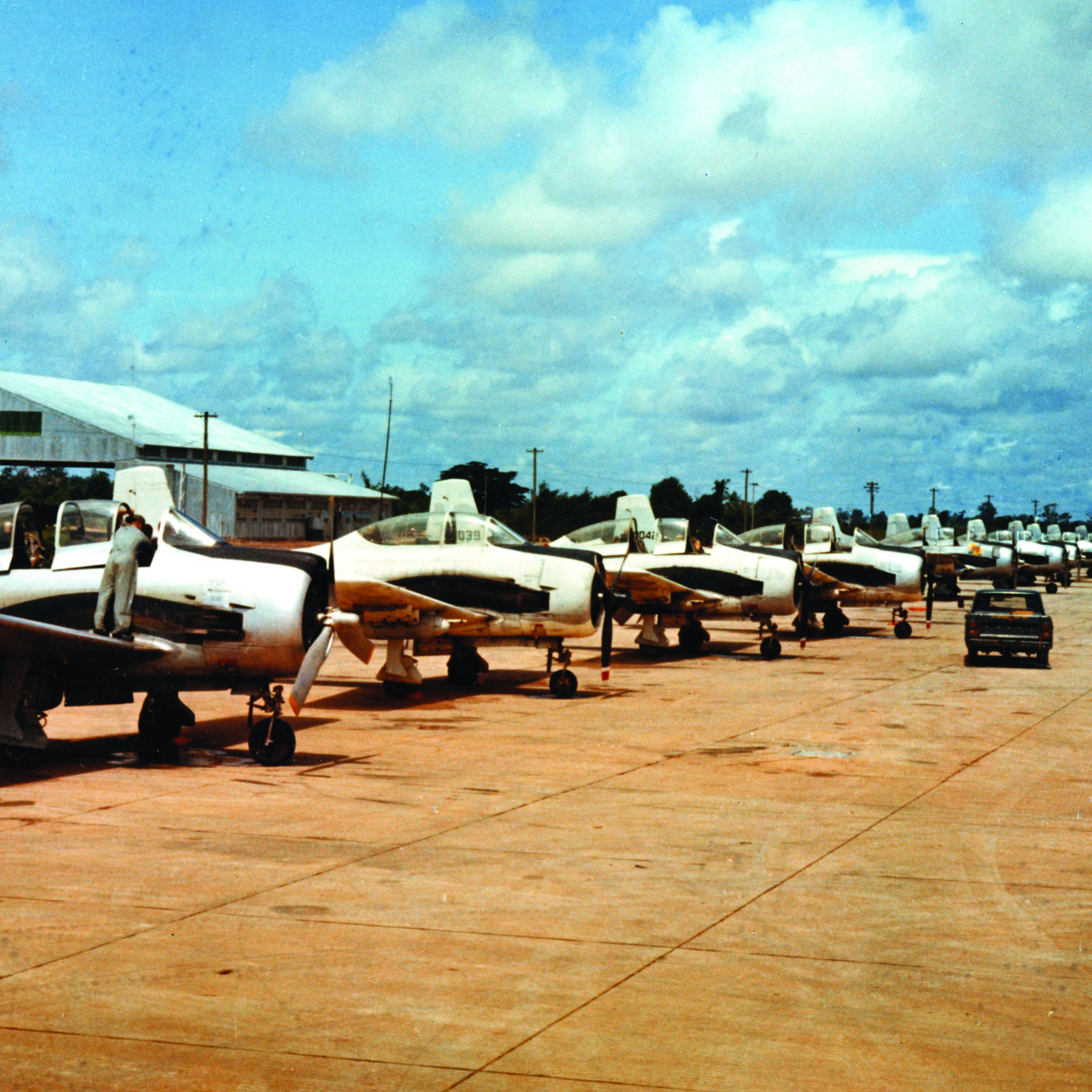
在寮國「滾桶行動」中使用的 T-28D

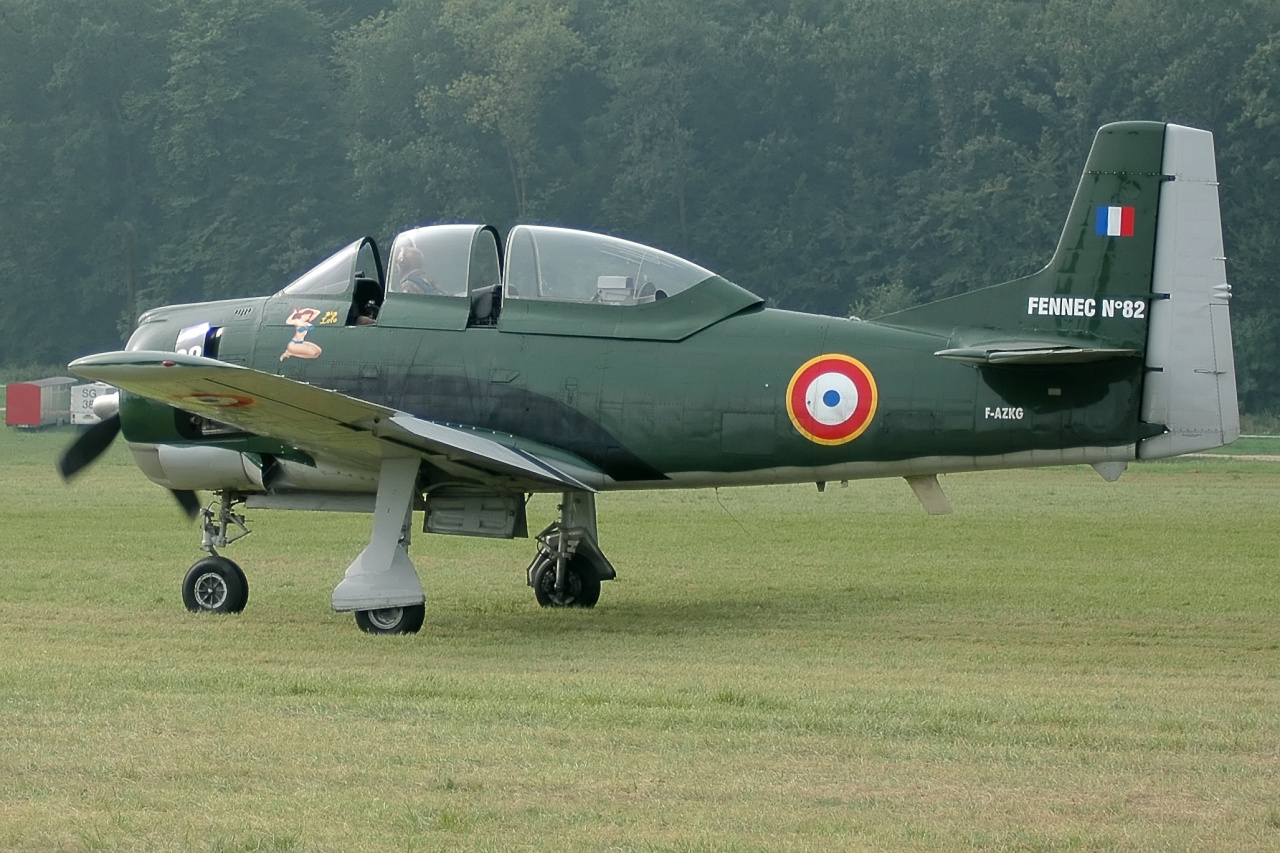
法國退役 T-28「Fennec」

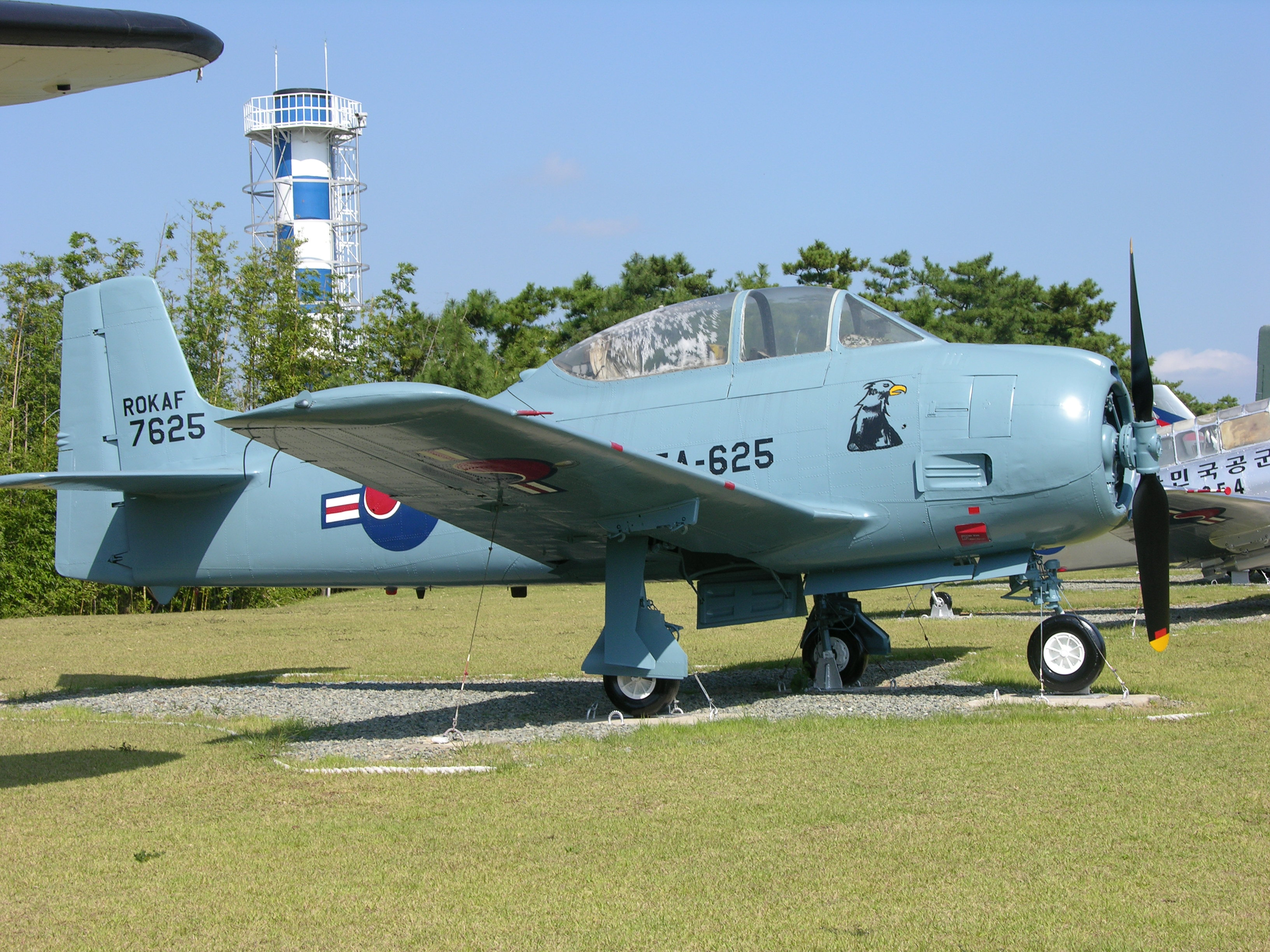
T-28A 教練機，大韓民國空軍

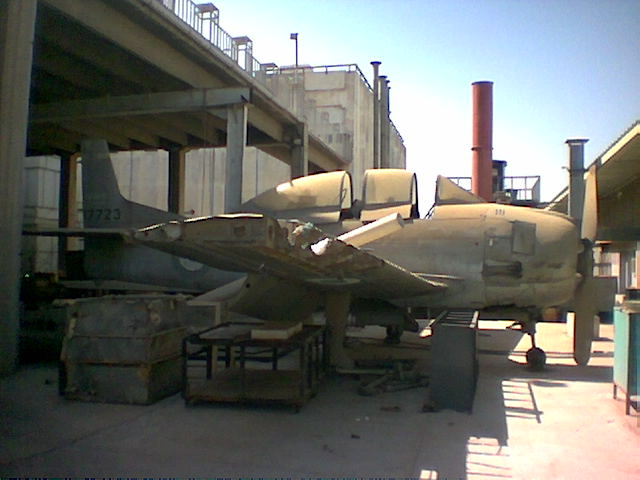
報廢的沙烏地阿拉伯皇家空軍 T-28A，位於吉達的阿卜杜勒阿齊茲國王大學，為1950年代所購入的四架之一

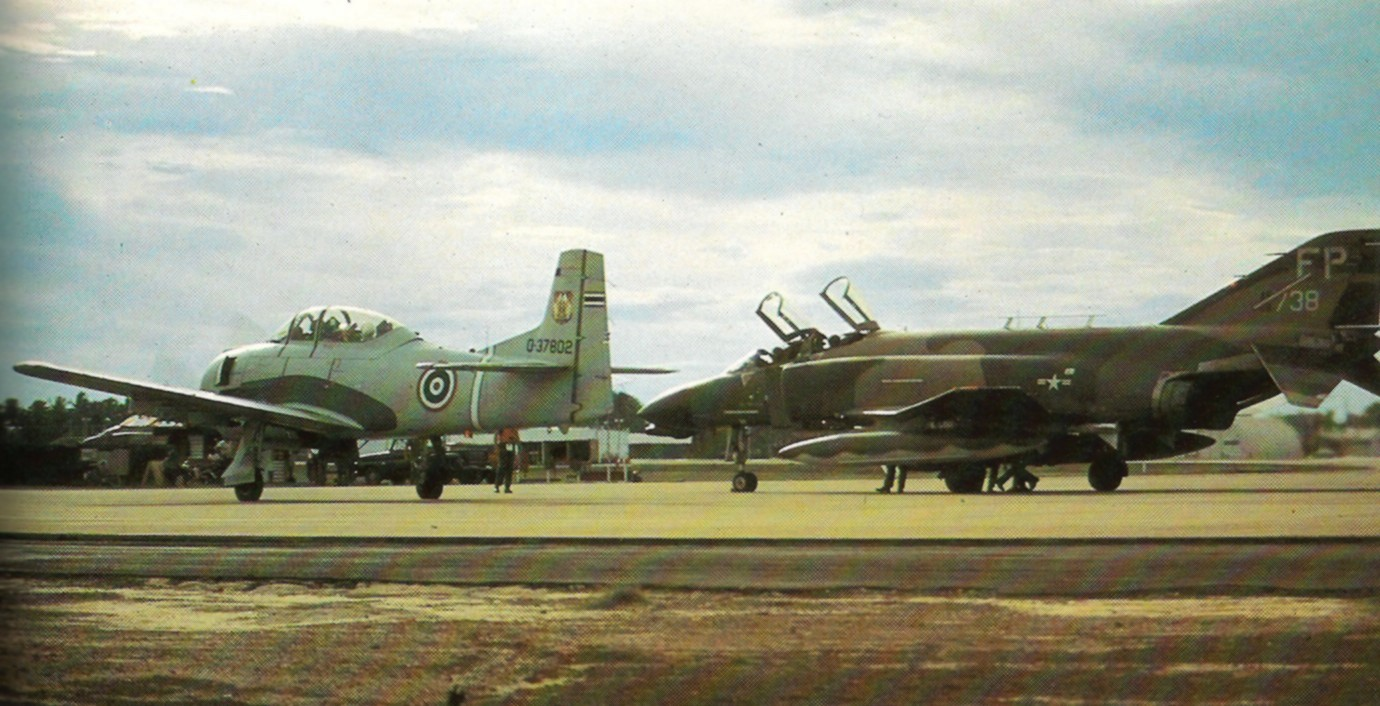
泰國皇家空軍的 T-28D 等待起飛

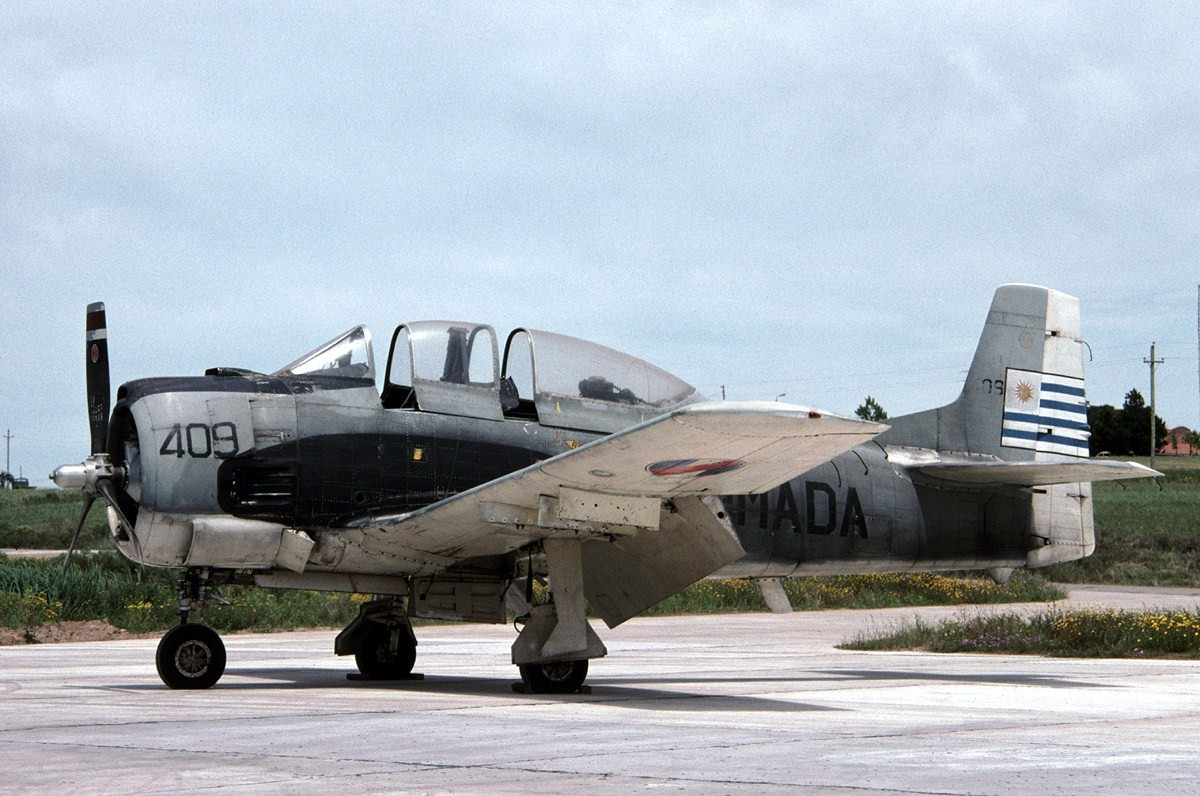
烏拉圭海軍航空隊的 T-28S「Fennec」

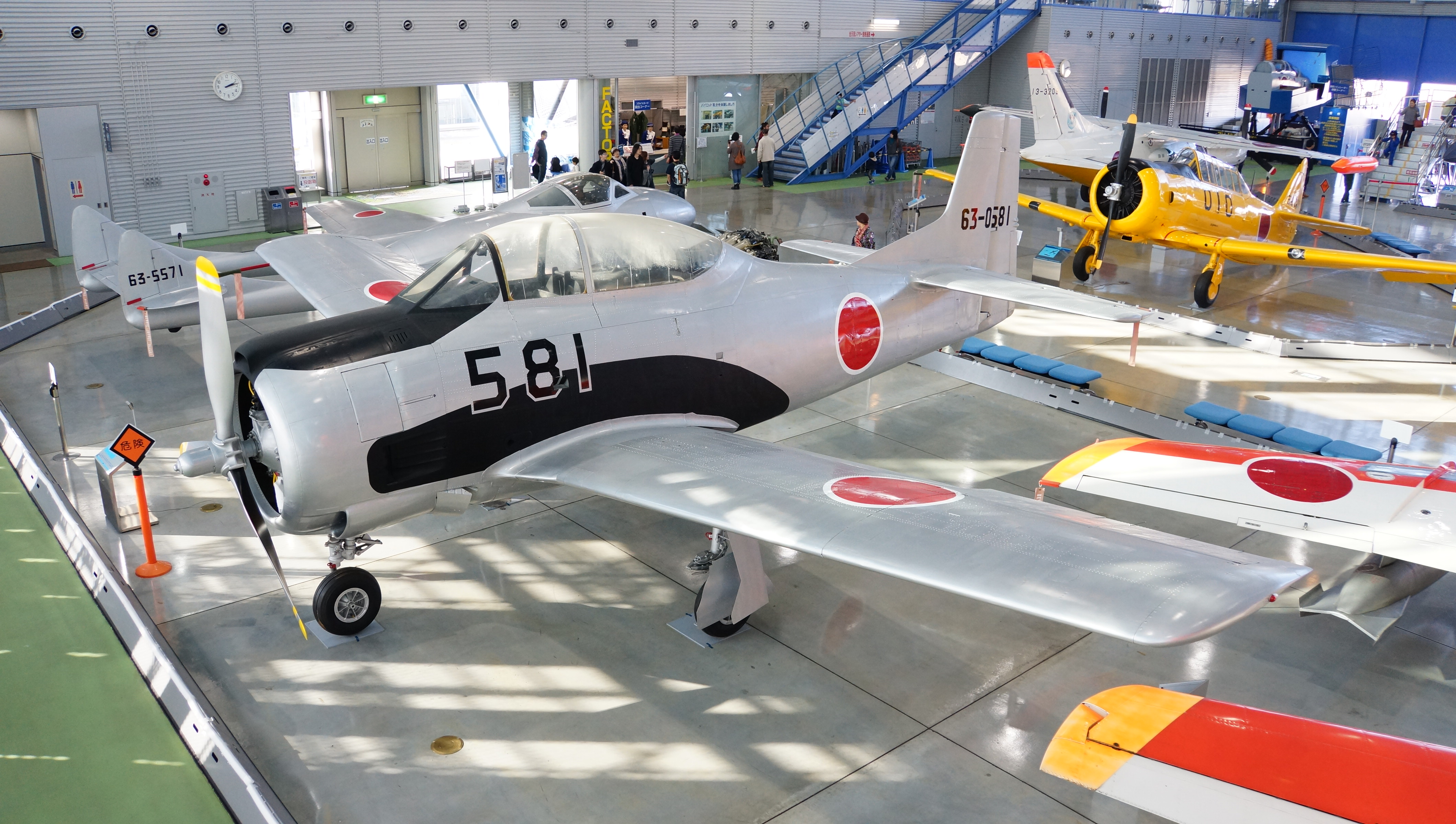
日本航空自衛隊 T-28B

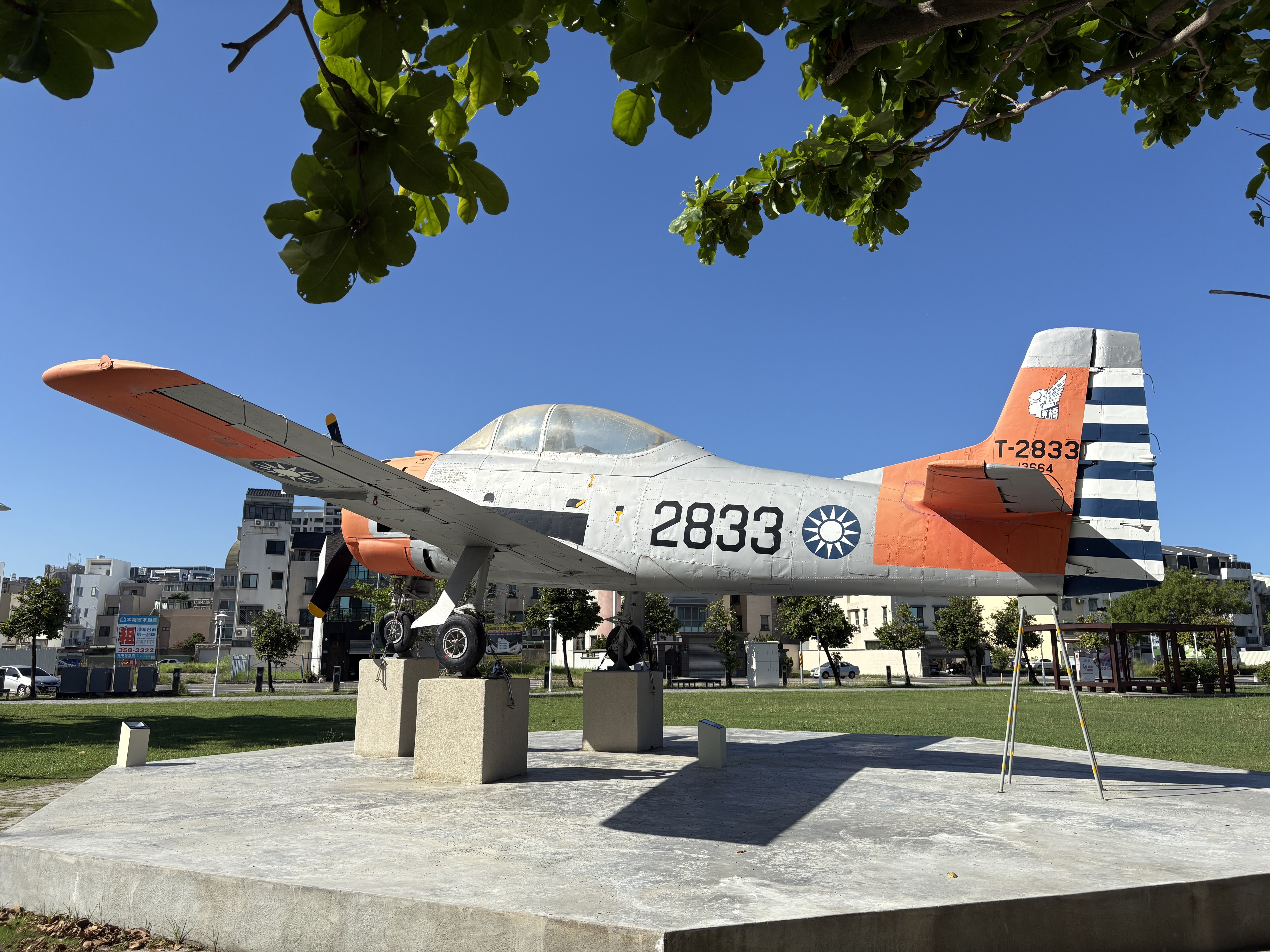
中華民國空軍T-28A教練機

- 阿根廷海軍航空隊：操作65架自法國空軍接收的 T-28S「Fennec」，最後9架於1980年轉交烏拉圭海軍航空隊。

 玻利维亚
- 玻利維亞空軍：至少操作6架 T-28D。[35][36][37]

 巴西
- 巴西海軍：操作18架 T-28C。[35]

 剛果民主共和國
- 剛果民主共和國空軍：操作14架 T-28C、3架 T-28B 及10架 T-28D。[38]

 古巴
- 古巴空軍：由巴蒂斯塔政權訂購10架 T-28A，但因軍火禁運未交付，後來至少獲得一架，展示於吉隆灘博物館。[39][40][41]

- 多明尼加空軍[36][42][43]

- 厄瓜多空軍：操作9架 T-28A。[35][44]

 衣索比亞
- 衣索比亞空軍：操作12架 T-28A 和12架 T-28D。[35][36][42][45]

 法國
- 法國空軍：將148架 T-28A 改裝為 T-28S「Fennec」近地支援型。[42]

 海地
- 海地空軍：接收12架前法國空軍所使用的機體。[35]

- 宏都拉斯空軍：購自摩洛哥空軍的8架「Fennec」，其中一架交付，其餘7架被勞德代爾堡當局扣押。[36][42][46]

 日本
- 日本航空自衛隊：操作1架 T-28B。[47][48]

 高棉共和國
- 高棉空軍：共操作47架 T-28。[35][36][42]

- 寮國皇家空軍：操作55架 T-28D。[35][36][42][49]

 墨西哥
- 墨西哥空軍：操作32架 T-28A。[35][42][50]

 摩洛哥
- 摩洛哥皇家空軍：操作25架「Fennec」。[35][36][42][46]

 尼加拉瓜
- 尼加拉瓜空軍：操作6架 T-28D。[35][42]

 菲律賓
- 菲律賓空軍：操作12架 T-28A 與32架 T-28D。[35][36][42][51][52]

- 大韓民國空軍[35][42][53]

 沙烏地阿拉伯
- 沙烏地阿拉伯皇家空軍[54]

 越南共和国
- 南越空軍[42]

 突尼西亞
- 突尼西亞空軍：使用「Fennec」。[35]

 中華民國
- 中華民國空軍1960年至1978年使用約40架T-28A/D型[35][42]

 泰國
- 泰國皇家空軍：共接收88架 T-28D，於1984年退役。[35][36][42][55][56]

 美国
- 美國陸軍[57]
- 美國空軍：操作1194架 T-28A，其中360架改裝為 T-28D。[35]
- 美國海軍：操作489架 T-28B 和299架 T-28C。[35]

 乌拉圭
- 烏拉圭海軍航空隊：操作「Fennec」。[42][58]

 越南
- 越南人民空軍：第919團使用。[59]

- 薩伊空軍（今剛果民主共和國空軍）[60]

## 規格（T-28D）
参考资料：《世界軍用飛機百科全書》
基本信息
- 机组：2
- 長度：33英尺0英寸（10.06）
- 翼展：40英尺1英寸（12.22）
- 高度：12英尺8英寸（3.86）
- 机翼面积：268.0平方英尺（24.90平方）
- 展弦比：6.0:1
- 空重：6,424磅（2,914）（裝備狀態）
- 最大起飛重量：8,500磅（3,856）
- 发动机：1台萊特R-1820-86 旋風引擎（Cyclone）九汽缸風冷星型引擎，1,425匹馬力（1,063千瓦特）

性能
- 最大速度：343英里每小時（552每小時；298節）於10,000英尺（3,000米）高度
- 转场航程：1,060英里（921海里；1,706）
- 升限：35,500英尺（10,800）
- 爬升率：3,540英尺每分鐘（18.0每秒）

武器

- 外挂点：6 挂载能力1,200磅（540） 總計，

## 另見
- 李略（Lee Lue）

相關開發
- 中興號教練機

- North American XSN2J

類似型號
- de Havilland Canada DHC-1 Chipmunk

- Hispano HA-100

- T-6德州佬式教練機

- TS-8別斯教練機

- Yak-11教練機

### 書目
Andrade, John. . 倫敦: Aviation Press Limited. 1982. ISBN 0-907898-01-7.
Avery, Norm. . 加州聖塔安娜: Narkiewicz-Thompson. 1998. ISBN 0-913322-05-9.
Compton, Frank. . Sport Aviation. 1983年6月.
Cooper, Tom. . 英國索利哈爾: Helion & Company Publishing. 2017. ISBN 978-1-912174-23-2.
Darke, Stephen M. . Air-Britain Aeromilitaria. Vol. 39 no. 156. 2013年冬: 147–155. ISSN 0262-8791. 
Donald, David; Lake, Jon. . 倫敦: Aerospace Publishing. 1996. ISBN 1-874023-95-6.
Fitzsimons, Bernie. . 倫敦: Aerospace Publishing. 1988. ISBN 0-8317-2181-2.
Ginter, Steve. . Naval Fighters 5 第一版. 加州: Ginter Books. 1981. ISBN 0-942612-05-1.
Green, William. . 倫敦: Frederick Warne Publishing. 1956.
Hagedorn, Daniel P. . 英國肯特郡唐布里奇: Air-Britain (Historians) Ltd. 1993. ISBN 0-85130-210-6.
Hellström, Leif. . Air-Britain Aeromilitaria. Vol. 40 no. 159. 2014年秋: 117–128. ISSN 0262-8791. 
Hellström, Leif. . Air-Britain Aeromilitaria. Vol. 40 no. 160. 2014年冬: 147–157. ISSN 0262-8791. 
Hellström, Leif. . Air-Britain Aeromilitaria. Vol. 41 no. 161. 2015年春: 4–17. ISSN 0262-8791. 
Hobson, Chris. . 明尼蘇達州北布蘭奇: Specialty Press. 2001. ISBN 1-85780-115-6.
. 倫敦: Orbis Publishing. 1985.
Krivinyi, Nikolaus. . 紐約: Arco Publishing Company. 1977. ISBN 0-668-04348-2.
Pocock, Chris. . Air International. Vol. 31 no. 3. 1986年9月: 113–121, 168. ISSN 0306-5634.
Tate, Jess. . Air Enthusiast. No. 99. 1999年5–6月: 58–59. ISSN 0143-5450. 
Taylor, John J.H.; Munson, Kenneth. . 紐約: Collier Books. 1973. ISBN 0-7232-3697-6.
Thompson, Kevin. . 加州聖塔安娜: Narkiewicz-Thompson. 1999. ISBN 0-913322-06-7.
Toperczer, Istvan. . 倫敦: Osprey Publishing Limited. 2001. ISBN 1-84176-162-1.
Toperczer, Istvan. . Schiffer Publishing, Ltd. 2015. ISBN 978-0-7643-4895-2.

## 延伸閱讀
Adcock, Al. . Squadron/Signal Publications Inc. 1989. ISBN 0-89747-211-X.
Cupido, Joe. . Air Enthusiast. No. 83. 1999年9–10月: 16–20. ISSN 0143-5450. 
Genat, Robert. . 明尼蘇達州北布蘭奇: Specialty Press. 1996. ISBN 0-933424-61-2.
Núñez Padin, Jorge Felix. Núñez Padin, Jorge Felix , 编. . Serie Aeronaval 28. 阿根廷白灣: Fuerzas Aeronavales. 2010. ISBN 978-987-1682-02-7 （西班牙语）.

## 外部連結
. 美國空軍國家博物館.
. Warbird Alley.
. fennec.pfiquet.be. （原始内容存档于2011-07-21）.
. Warbird Registry.